# Ferdinand Ries

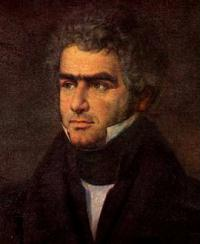
Ferdinand Ries

Ferdinand Ries (* 28. November 1784 in Bonn; † 13. Januar 1838 in Frankfurt am Main) war ein deutscher Komponist, Pianist und Orchesterleiter.

## Biographie

### Bonn – Arnsberg – München (bis 1802)
Ferdinand Ries war der älteste Sohn des Geigers und kurkölnischen Musikdirektors Franz Anton Ries und der Bruder des Violinisten und Komponisten Hubert Ries. Ersten Unterricht im Klavierspiel erhielt er von seinem Vater, im Violoncello-Spiel wurde er vom ebenfalls der Bonner Hofkapelle angehörenden Bernhard Romberg unterwiesen. Die Auflösung der kurkölnischen Hofkapelle und die Flucht von Kurfürst Maximilian Franz aus Bonn im Gefolge des Einmarsches der französischen Revolutionstruppen machten alle Hoffnung auf eine spätere Anstellung bei Hofe zunichte. Ende 1798 ging er zwecks weiterer Ausbildung nach Arnsberg zu einem mit seinem Vater befreundeten Organisten; ein Jahr später wandte er sich nach München. Dort schlug er sich mühsam als Notenkopist durch.

### Wien (1803 bis 1805)
Am 29. Dezember 1802 verfasste der Münchner Komponist Carl Cannabich für Ries ein Empfehlungsschreiben, das er an Andreas Streicher in Wien adressierte. Es entstand offenbar für seine bevorstehende Übersiedlung nach Wien. Dort wurde Ries im März/April 1803 Schüler von Ludwig van Beethoven, der in seinen Bonner Jahren ebenfalls bei Franz Anton Ries gelernt hatte. Zusammen mit Carl Czerny war Ries damit der einzige Klavierschüler, den Beethoven in diesen Jahren unterrichtete. Kompositionsunterricht erhielt er daneben sporadisch bei Johann Georg Albrechtsberger. Ries wurde bald auch eine Art Sekretär Beethovens: Er führte Korrespondenzen mit Verlegern, kopierte Noten, erledigte Botengänge und besorgte Beethoven die schöne Wohnung im Pasqualati-Haus auf der Mölkerbastei, die der Komponist mehrere Jahre bewohnte. Am 1. August 1804 debütierte er als Pianist im Wiener Augarten mit Beethovens Klavierkonzert Nr. 3 c-Moll op. 37, zu dem er eine eigene Kadenz schreiben durfte. Die Sommer der Jahre 1803 und 1804 verbrachte er teilweise gemeinsam mit Beethoven in Baden bei Wien sowie in Döbling.

### Wieder in Bonn – Paris (bis 1808)
Seine Wiener Lehrzeit endete abrupt, als er im November 1805 in seiner Eigenschaft als Bürger des französisch besetzten Bonn zur Musterung nach Koblenz einbestellt wurde. Er wurde indes für untauglich befunden und blieb für über ein Jahr in Bonn bei seiner Familie. Hier schrieb er sein erstes Klavierkonzert in C-Dur, das später als Nr. 6 op. 123 publiziert wurde. 1806 erschien auch sein op. 1 im Druck, zwei Klaviersonaten mit ehrerbietiger Widmung an Beethoven im Verlag des ebenfalls in Bonn ansässigen, mit der Familie Ries wie mit Beethoven befreundeten ehemaligen Hornisten Nikolaus Simrock, der für die nächsten Jahre Ries’ Hauptverleger werden sollte. In Bonn trat er auch der Freimaurerloge Les frères courageux bei. Da Bonn und das Rheinland indes für einen aufstrebenden Pianisten und Komponisten kaum Perspektiven zu bieten hatten, wandte sich Ries Anfang 1807 nach Paris. Doch obwohl er dort seinen Werkkatalog schnell erweiterte (vor allem um Kammer- und Klaviermusik, z. B. das später beliebte Septett op. 25), vermochte er nicht, in der Hauptstadt des französischen Kaiserreichs zu reüssieren und war zeitweise so entmutigt, dass er den Musikerberuf aufgeben und sich um eine Stelle im Staatsdienst bemühen wollte.

### Wien zum Zweiten – Bonn zum Dritten (bis 1810)
Am 27. August 1808 traf Ries wieder in Wien ein, wo er erneut Kontakt zu Beethoven aufnahm. Doch kam es zeitweilig zu einer Entfremdung, weil Beethoven zu Unrecht der Meinung war, Ries hintertreibe aus eigennützigem Interesse seine Berufung an den Hof König Jêromes von Westfalen. Der Zwist wurde jedoch bald beigelegt. Im Juli 1809 verließ Ries zum zweiten Mal fluchtartig Wien; diesmal drohte ihm die Einberufung zum österreichischen Militär, das alle Kräfte gegen die Bedrohung Wiens durch Napoleon mobilisierte. Wieder sucht er Unterschlupf im väterlichen Bonn und fand in den nächsten anderthalb Jahren Muße, eine ganze Reihe größerer Werke zu komponieren: seine erste Sinfonie, sein zweites Klavierkonzert in c-Moll (später als Nr. 4 op. 115 veröffentlicht) und sein (zu Lebzeiten unpubliziertes) Violinkonzert e-Moll op. 24.

### Nach Russland (bis 1813)
Erneut mochte ihm die Situation in Bonn wenig Zukunftsperspektiven geboten haben; denn im Januar 1811 brach er mit dem Fernziel Russland zu einer ausgedehnten Konzertreise auf, die ihn über Kassel (wo er für die Brüder Johann Gottfried und Johann Michael Schuncke sein Konzert für zwei Hörner WoO 19 und die Hornsonate op. 34 schrieb), Hamburg, Kopenhagen, Stockholm nach Sankt Petersburg führte. Dort traf er auf seinen alten Lehrer Bernhard Romberg, mit dem zusammen er Konzerte in Westrussland bestritt. Für den Konzertgebrauch komponierte er seine nächsten beiden Klavierkonzerte, die als Konzerte Nr. 2 Es-Dur op. 42 und Nr. 3 cis-Moll op. 55 veröffentlicht wurden. Doch im Jahr 1812 gab das französische bzw. napoleonische Militär seinem Leben zum vierten Mal eine unerwartete Wendung, die ihm diesmal aber zum Vorteil gereichen sollte: Als Napoleons Grande Armée im Sommer schrittweise nach Moskau vorrückte, floh Ries über Stockholm, wo er in die Königlich Schwedische Musikakademie aufgenommen wurde, nach London.

### London (bis 1824)
Im April 1813 traf Ries in London ein, und wiederum konnte ihm ein alter Bekannter seines Vaters und ehemaliger Angehöriger der kurkölnischen Hofkapelle nützlich sein: Johann Peter Salomon war der Geigenlehrer seines Vaters gewesen und hielt sich seit 1781 in der britischen Hauptstadt auf. Er hatte in den 1790er Jahren zweimal Joseph Haydn nach London geholt und im Jahr 1813 zu den Gründern der Londoner Philharmonic Society gehört. Nun führte er Ries in die musikalischen Kreise Londons ein. In London etablierte sich Ries als angesehener Klavierlehrer in den wohlhabenden Kreisen der Stadt. 1814 heiratete er Harriet, geb. Mangeon, aus begüterter Familie. 1815 wurde Ries Mitglied der Philharmonic Society und im selben Jahr noch zu einem ihrer Direktoren gewählt. Auch in London hielt er Kontakt zu Beethoven. Er diente seinem ehemaligen Lehrer als Vermittler gegenüber Londoner Verlegern und der Philharmonic Society, in deren Auftrag er 1817 bei Beethoven die 9. Sinfonie bestellte und diesen nach London einlud. Auf Ries’ Vermittlung hin besuchte Louis Spohr 1820 London und schrieb dort, inspiriert durch die Qualität des Orchesters der Philharmonic Society, seine 2. Sinfonie d-Moll op. 49. Ries’ eigenes kompositorisches Werk ist in dieser Zeit gewissermaßen zweigeteilt. Auf der einen Seite komponierte er während seiner Londoner Zeit einen Großteil seiner Orchesterwerke: Sechs seiner insgesamt acht Sinfonien (sowie zwei seiner fünf Konzertouvertüren) entstanden für Konzerte der Philharmonic Society. Auf der anderen Seite schrieb er nunmehr verstärkt leichte Kost fürs Klavier: Variationen, Fantasien, Rondos, Divertimentos u. a., zumeist über bekannte Opernarien oder beliebte Volksliedmelodien; die Produktion von Kammermusik (Streichquartette, Violinsonaten) sowie anspruchsvollerer Klaviermusik (Sonaten) kam beinahe zum Erliegen. Ab 1820 kam es zu Zwistigkeiten mit seinen Mitdirektoren in der Philharmonic Society; Ries war der Auffassung, seine Werke würden bei der Programmgestaltung der Konzerte nicht angemessen berücksichtigt. 1821 legte er sein Direktorenamt nieder und begann, sich mit dem Gedanken einer Rückkehr nach Kontinentaleuropa anzufreunden. Am 3. Mai 1824 gab er in London sein Abschiedskonzert, zu dem er eigens ein Klavierkonzert (a-Moll op. 132) geschrieben hatte, sein siebtes Instrumentalkonzert mittlerweile.

### Wieder im Rheinland (bis 1827)
Im Juli 1824 kehrte Ries mitsamt seiner vierköpfigen Familie ins Rheinland zurück und ließ sich in Godesberg nieder. Sein Ruf als Instrumentalkomponist und Orchesterleiter hatte sich nunmehr auch im deutschsprachigen Mitteleuropa gefestigt; seine für London komponierten Sinfonien Nr. 4 bis 6 erschienen in den Jahren 1823 bis 1827 bei den namhaften Leipziger Verlagen Breitkopf & Härtel und C. F. Peters im Druck. 1825 wurde ihm erstmals die Leitung des Niederrheinischen Musikfestes angetragen, eine Gelegenheit, die er zur Erstaufführung von Beethovens 9. Sinfonie im (preußischen) Deutschland nutzte. Bis einschließlich 1837 leitete er insgesamt achtmal das alljährlich stattfindende Fest; er komponierte seine beiden Oratorien für die Feste von 1829 und 1837. Kompositorisch wandte er sich nunmehr lange vernachlässigten Gattungen zu: In Godesberg schrieb er 1825/26 fünf Streichquartette (op. 150, Nr. 1–2; op. 166, Nr. 1; WoO 34 und 36). Zum Vergleich: In seiner gesamten Londoner Zeit (1813–24) hatte er lediglich drei Werke dieser Gattung verfasst. Doch das beschauliche Godesberg bot ihm auf die Dauer zu wenig Möglichkeiten, als Musiker aktiv zu werden.

### Wohnort Frankfurt und Reisen durch Europa (bis 1838)
Anfang April 1827 siedelte die Familie Ries nach Frankfurt am Main um. Dorthin dürfte ihn auch die Existenz eines renommierten Opernhauses gezogen haben, denn bereits seit 1826 hegte er Opernpläne, die er in den Jahren 1827/28 zur Ausführung brachte: Am 15. Oktober 1828 wurde in Frankfurt seine erste Oper Die Räuberbraut mit großem Erfolg uraufgeführt; sie hielt sich bis in die 1830er Jahre hinein auf dem Spielplan etlicher Bühnen und gelangte auch in London (unter dem Titel The Robber’s Bride) zur Aufführung. Eine Einladung zur Leitung des Dubliner Musikfestes 1831 nutzte er zu einem mehrmonatigen Aufenthalt in London, wo er innerhalb kürzester Zeit seine zweite Oper The Sorceress (in Deutschland unter dem Titel Liska oder die Hexe von Gyllensteen veröffentlicht) komponierte; sie wurde am 4. August 1831 im Londoner Royal Adelphi Theatre aus der Taufe gehoben. Seine dritte Oper, Die Nacht auf dem Libanon WoO 51, 1834 komponiert und in den folgenden Jahren mehrfach umgearbeitet, blieb unaufgeführt. 1832/33 unternahm das Ehepaar Ries eine mehrmonatige Reise durch Italien, die sie nach Venedig, Mailand, Rom und Neapel führte. Während der Reise komponierte Ries sein letztes Klavierkonzert (g-Moll op. 177), seine letzte Klaviersonate (As-Dur op. 176) und sein letztes Streichquartett (f-Moll WoO 48, zu Lebzeiten unveröffentlicht). Im Sommer 1834 war Ries kurzzeitig als Direktor des Aachener Theaterorchesters im Gespräch; doch er lehnte das Angebot ab. Im Winter 1836/37 hielt sich Ries in Paris auf; er komponierte dort sein letztes Orchesterwerk (die Ouverture dramatique L’Apparition WoO 61) und machte gelegentlich Abstecher nach London, wo es ihm gelang, die Uraufführung seiner neuen Ouverture in einem Konzert der Philharmonic Society (am 13. März) zu lancieren. Zurückgekehrt nach Frankfurt nahm er im August 1837 das Angebot an, in der Nachfolge Johann Nepomuk Schelbles den Frankfurter Cäcilienverein zu leiten, eine Aufgabe, die er kaum mehr wahrnehmen konnte, da er unerwartet am 13. Januar 1838 starb. Bis kurz vor seinem Tod arbeitete er gemeinsam mit seinem alten Bonner Bekannten F. G. Wegeler an biographischen Notizen über seinen ehemaligen Lehrer und Freund Ludwig van Beethoven, die postum erschienen und der Nachwelt bald mehr als seine Kompositionen als sein wesentliches Vermächtnis galten.
Ferdinand Ries ist in der Gruft (Nr. 45) der Familie Klotz auf dem Frankfurter Hauptfriedhof beigesetzt.

## Werk
Ferdinand Ries hat ein Œuvre von ca. 300 Werken hinterlassen. Abgesehen von Kirchenmusik im engeren Sinne, die er nur spärlich berücksichtigte (ein 1815 begonnenes Requiem in c-Moll blieb unvollendet und ein nachgelassenes kleines Tantum ergo wurde erst 1867 veröffentlicht), komponierte Ries in allen seinerzeit gebräuchlichen musikalischen Gattungen. In Klammern ist die Entstehungszeit angegeben.

### Vokalmusik

#### Opern
- Die Räuberbraut, Oper in drei Akten op. 156, nach einem Libretto von Johann Joseph Reiff (1827/28; 1830/31)
- Liska, oder die Hexe von Gyllensteen, Oper in zwei Akten op. 164 (1831); Uraufführung in London unter dem Titel The Sorceress
- Die Nacht auf dem Libanon, Romantische Oper in drei Aufzügen WoO 51 (1834–38)

#### Oratorien
- Der Sieg des Glaubens, Oratorium in zwei Abteilungen für Soli, Chor und Orchester op. 157 (1829)
- Die Könige in Israel, Oratorium in zwei Abteilungen für Soli, Chor und Orchester op. 186 (1836/37)

#### Einzelne Werke für Gesang
- Der Morgen, Kantate für vier Singstimmen und Orchester op. 27 (1806)
- Iphigenie aus Aulis; Szene für eine Singstimme und Orchester WoO 17 (1810)
- Einige weitere Gesangswerke in unterschiedlichsten Besetzungen
- Ca. 60 Lieder für Singstimme und Klavier, sowie einige Lieder in Duett- oder Chorbesetzung

### Instrumentalmusik

#### Sinfonien
- Nr. 1 D-Dur op. 23 (1809)[6]
- Nr. 2 c-Moll op. 80 (1814)[6]
- Nr. 3 Es-Dur op. 90 (1815)[7]
- Nr. 4 F-Dur op. 110 (1818)[8]
- Nr. 5 d-Moll op. 112 (1812/13)[7]
- Nr. 6 D-Dur op. 146 (1822)[9]
- Nr. 7 a-Moll op. 181 (1835)
- Nr. 8 Es-Dur WoO 30 (1822)

#### Konzertouvertüren
- Ouvertüre zu Schillers Trauerspiel Don Carlos op. 94 (1815)[10]
- Ouverture bardique [concertante] WoO 24 (1815)[10]
- Ouvertüre zu Schillers Trauerspiel Die Braut von Messina op. 162 (1829)[10]
- Große Fest-Ouvertüre und Siegesmarsch op. 172 (1831/32)[10]
- Dramatische Ouvertüre L’Apparition WoO 61 (1836)[10]

#### Werke für ein oder mehrere Soloinstrument(e) und Orchester
- Konzert [Nr. 1] für Violine und Orchester e-Moll op. 24 (1810)
- Konzert für zwei Hörner und Orchester Es-Dur WoO 19 (1811)
- Konzert [Nr. 2] für Pianoforte und Orchester Es-Dur op. 42 (1811)
- Konzert Nr. 3 für Pianoforte und Orchester cis-Moll op. 55 (1812)
- Konzert Nr. 4 für Pianoforte und Orchester c-Moll op. 115 (1809)
- Pastorales Konzert Nr. 5 für Pianoforte und Orchester D-Dur op. 120 (1814)
- Konzert Nr. 6 für Pianoforte und Orchester C-Dur op. 123 (1806)
- Abschieds-Konzert von England [Nr. 7] für Pianoforte und Orchester a-Moll op. 132 (1823)
- Gruß an den Rhein, Konzert Nr. 8 für Pianoforte und Orchester As-Dur op. 151 (1826)
- Konzert Nr. 9 für Pianoforte und Orchester g-Moll op. 177 (1832/33)
- 6 Einzelstücke für Klavier und Orchester: Variationen über schwedische Nationalmelodien C-Dur op. 52 (1813); Variationen über Rule Britannia Es-Dur op. 116 (1817); Rondeau brillant C-Dur op. 144 (1825); Introduction et Variations brillants F-Dur op. 170 (1833 oder früher); Introduction et Polonaise Es-Dur op. 174 (1833); Introduction et Rondeau brillant Es-Dur WoO 54 (1835); ein Concertino (WoO 88) ist verschollen.

#### Kammermusik
- Oktett für Klavier, Violine, Viola, Klarinette, Horn, Fagott, Violoncello und Kontrabass C-Dur op. 128 (1816)
- Septett für Klavier, Klarinette, zwei Hörner, Violine, Violoncello und Kontrabass Es-Dur op. 25 (1808)
- Sextett für Klavier und Harfe (oder zwei Klaviere) mit Begleitung von Klarinette, Horn, Fagott und Kontrabass g-Moll op. 142 (1814)
- Sextett für Klavier, zwei Violinen, Viola, Violoncello und Kontrabass C-Dur op. 100 (1817/20)
- Sextett für zwei Violinen, zwei Violen und zwei Violoncelli a-Moll WoO 63 (1836)
- Sextett für Klavier, Violine, zwei Violen, Violoncello und Kontrabass C-Dur WoO 76 (nicht datiert)
- Quintett für Klavier, Violine, Viola, Violoncello und Kontrabass h-Moll op. 74 (1815)
- Quintett für Flöte, Violine, zwei Violen und Violoncello h-Moll op. 107 (1818)
- 6 Streichquintette für zwei Violinen, zwei Violen und Violoncello: C-Dur op. 37 (1809); d-Moll op. 68 (1809/11); a-Moll op. 167 (1827); G-Dur op. 171 (1833 oder eher); Souvenir d'Italie Es-Dur op. 183 (1833)
- 6 Quartette für Flöte, Violine, Viola und Violoncello: C-Dur, e-Moll, A-Dur op. 145 (1814/15); d-Moll, G-Dur, a-Moll WoO 35 (1826, 1827, 1830)
- 3 Quartette für Klavier, Violine, Viola und Violoncello: f-Moll op. 13 (1808); Es-Dur op. 17 (1809); e-Moll op. 129 (1820 oder 1822)
- 26 Streichquartette für zwei Violinen, Viola und Violoncello; zu Ries Lebzeiten wurden lediglich elf veröffentlicht: F-Dur, G-Dur, fis-Moll op. 70 (Nr. 1–2: 1812; Nr. 3: 1809); B-Dur, c-Moll, A-Dur op. 126 (1813, 1815, 1817); a-Moll, e-Moll, g-Moll op. 150 (Nr. 1–2: 1825/26; Nr. 3: 1823); Es-Dur, g-Moll op. 166 (1825, 1831); zu Lebzeiten unveröffentlicht blieben: As-Dur, A-Dur, d-Moll WoO 1 (1798); F-Dur WoO 6 (1803); Es-Dur WoO 10 (1805); E-Dur WoO 34 (1825); A-Dur WoO 36 (1826); C-Dur WoO 37 (1827); f-Moll WoO 48 (1833); d-Moll WoO 71 (nicht datiert); e-Moll WoO 72 (nicht datiert); A-Dur, c-Moll, G-Dur/g-Moll WoO 73 (nicht datiert); Es-Dur WoO 74 (nicht datiert)
- Trio für Harfe und zwei Klaviere Es-Dur op. 95 (1817)
- 5 Trios für Klavier, Violine (oder Flöte/Klarinette) und Violoncello: Es-Dur op. 2 (1807); g-Moll op. 28 (1810); Es-Dur op. 63 (1815); c-Moll op. 143 (1826); f-Moll WoO 86 (1836 oder eher)
- Ca. 50 Sonaten und Sonatinen für Klavier und ein Soloinstrument, darunter allein 30 für Klavier und Violine; erwähnenswert sind eine Sonate für Klavier und Horn/Violoncello (F-Dur op. 34, 1811), die Sonate sentimentale für Klavier und Flöte/Klarinette (Es-Dur op. 169) sowie die drei Sonaten für Klavier und Violoncello (C-Dur op. 20; A-Dur op. 21; g-Moll op. 125)

#### Klaviermusik
- 3 Sonaten und Sonatinen für Klavier zu vier Händen: B-Dur op. 47 (1816); C-Dur op. 6 (1825); a-Moll op. 160 (1831 oder eher)
- 12 Sonaten für Klavier zu zwei Händen
  1. a-Moll op. 1.2 (1804)
  2. C-Dur, op. 1.1 (1806)
  3. h-Moll WoO 11 (1805)
  4. D-Dur op. 9.1 (1808)
  5. C-Dur op. 9.2 (1808)
  6. Es-Dur op. 11.1 (1807/08)
  7. f-Moll op. 11.2 (1807/08)
  8. Fantaisie-Sonate L'Infortuné fis-Moll op. 26 (1808)
  9. The Dream Es-Dur op. 49 (1813)
  10. A-Dur op. 114 (1823 oder eher)
  11. As-Dur op. 141 (1825/26)
  12. As-Dur op. 176 (1832)
- 3 Sonatinen für Klavier zu zwei Händen
  1. a-Moll op. 45 (1816)
  2. B-Dur op. 5.1 (1821)
  3. F-Dur op. 5.2 (1821)
- Zahlreiche Tänze, Märsche, Fantasien, Divertimentos, Variationen, Rondos usw. für Klavier zu zwei oder vier Händen, häufig unter Verwendung bekannter Opernarien oder Volkslieder.

## Postume Rezeption
Ries’ Werk geriet nach seinem Tod in Vergessenheit. In neuerer Zeit wird seinem musikalischen Werk indes vermehrt Aufmerksamkeit gewidmet, so wurden seit 1997 einige CDs mit seinen Werken veröffentlicht. Auch in der Musikwissenschaft ist seit den 1980er Jahren ein Prozess der Umbewertung im Gange, der durch die Quellenveröffentlichungen von Cecil Hill (1977, 1982, Dokumentensammlung 1982) sowie die gattungsmonographischen Arbeiten von Darbellay (1980), Lamkin (1981) und Schewe (1992) belegt wird.
Für die Musikgeschichtsschreibung hat Ries auch die Bedeutung eines Zeitzeugen Beethovens, worauf bereits 1877 bei Mendel/Reissmann hingewiesen wurde:

„Seinem vier Jahre dauernden intimen Umgang mit Beethoven dankt die musikalische Welt jene unschätzbaren Mittheilungen über die Persönlichkeit des grossen Künstlers, welche er in Gemeinschaft mit Dr. F. G. Wegeler unter dem Titel ‚Biographische Notizen über Ludwig van Beethoven’ in Coblenz bei Bädecker [1838] veröffentlichte, und die noch bis zum heutigen Tage die wichtigste Quelle bilden für das Studium Beethovens als Künstler und als Mensch.“

Im Jahr 1906 wurde in Wien-Landstraße (3. Bezirk) die Riesgasse nach ihm benannt.